# Charles Wood (tennis)
Pour les articles homonymes, voir Charles Wood et Wood.
Charles Wood est un joueur américain de tennis des années 1930.

## Palmarès

### Finale en simple messieurs
| No | Date | Nom et lieu du tournoi   | Catégorie | Surface | Vainqueur  | Score |  |
| -- | ---- | ------------------------ | --------- | ------- | ---------- | ----- |  |
| 1  | 1936 | Tournoi de tennis US Pro |           | NC      | Joe Whalen | NC    |  |